# Рене Якобс
Рене Якобс (на френски: René Jacobs, роден на 30 октомври 1946 г. в Гент) е белгийски певец (контратенор) и диригент.

## Биография
Като дете пее в катедралата в гр. Гент. Учи класическа филология във филологическия факултет на Гентския университет, паралелно с това взима вокални уроци от Алфред Делер. През 1977 г. създава свой вокален ансамбъл, а през 1991 г. става художествен директор на фестивала в Инсбрук. Преподавал е в Базелската Schola Cantorum.

## Репертоар и творчески връзки
Постоянно си сътрудничи със Сигизвалд Кьойкен и братята му, както и с Густав Леонхард. В репертоара му е камерната музика от XVII-XVIII век – произведения на Хайнрих Шютц, Дитрих Букстехуде, Хенри Пърсел, Алесандро Скарлати, Клаудио Монтеверди, Антонио Калдара, Перголези, Франческо Кавали, Йохан Себастиян Бах, Хендел, Глук, Моцарт, Франсоа Купрен, Марк-Антоан Шарпантие и др.

## Признание
Почетна премия на Академия Шарл Кро (2001 г.), Премия в Кан за изпълнението на операта на Хендел „Риналдо“ (2004 г.), премия Грами (2005 г.) и други.